# Sauville (Ardeny)
Sauville – miejscowość i gmina we Francji, w regionie Grand Est, w departamencie Ardeny.
Według danych na rok 1990 gminę zamieszkiwały 183 osoby, a gęstość zaludnienia wynosiła 12 osób/km².

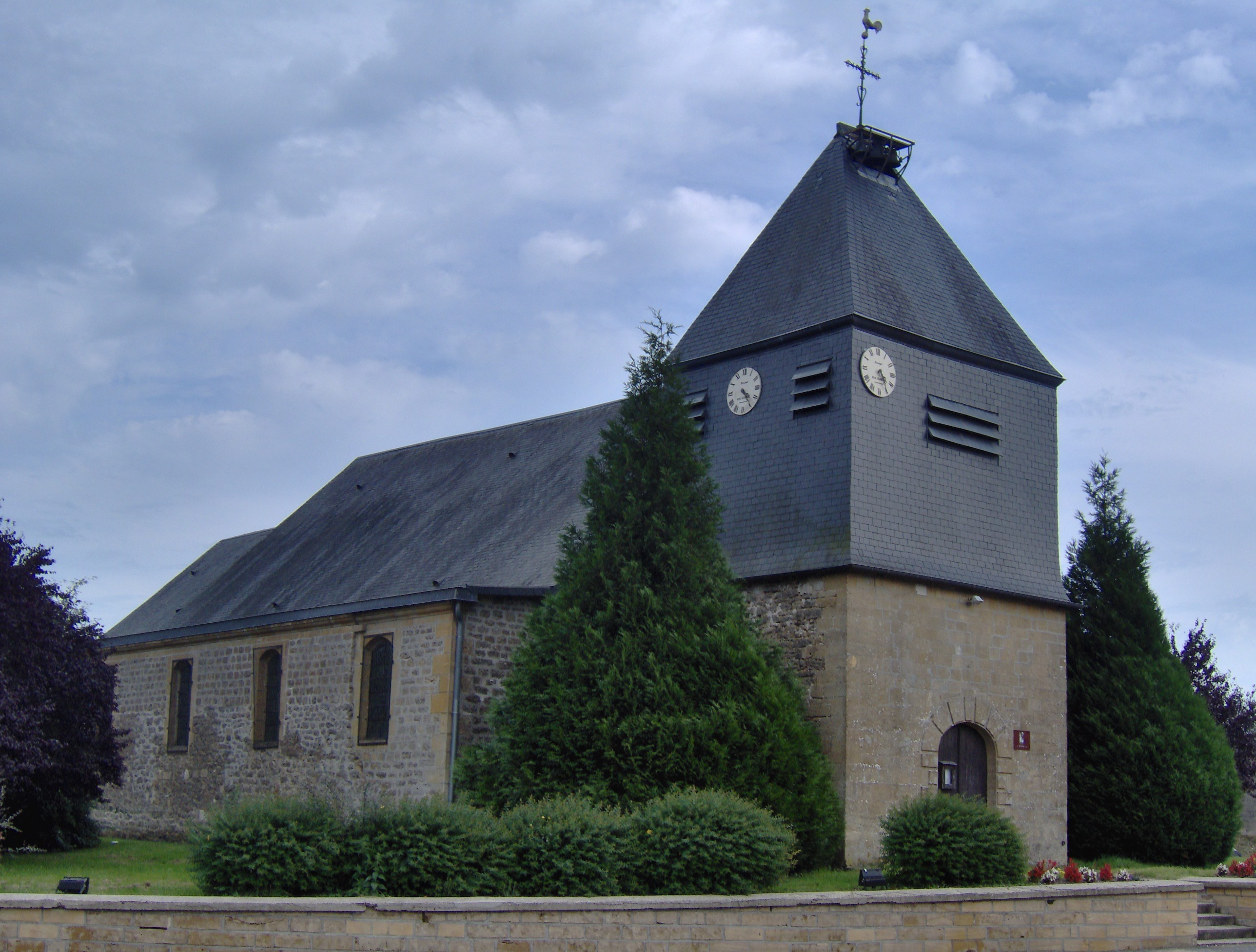
Kościół w Sauville, 2007